# MiyaGi & Endspiel
MiyaGi & Endspiel (russisch: MiyaGi & Эндшпиль) ist ein russisches Rap-Duo, bestehend aus MiyaGi (bürgerlich: Asamat Kasbekowitsch Kudsajew; russisch Азамат Казбекович Кудзаев; * 13. Dezember 1990 in Wladikawkas) und Endspiel (bürgerlich: Soslan Burnazew; russisch Сослан Бурнацев; * 2. Oktober 1995 in Wladikawkas). 
Sie gehören zu den beliebtesten Rappern Russlands und sind besonders bekannt durch Lieder wie I Got Love, welches auf YouTube über eine Milliarde Aufrufe hat (Stand: März 2025), Sanawabitsch (Санавабич) und Bonni (Бонни). Ihre Plattenfirma und Produktionsstudio heißt hajime records. 2016 gelangte das Duo auf Platz 9 der russischen Charts. Neben Hip-Hop machen die Künstler auch Reggae und Ragga.

## Biographie

### MiyaGi
Asamat Kudsajew wurde 1990 in Wladikawkas geboren. Sein Pseudonym MiyaGi wählte er nach Mr. Miyagi, der den Protagonisten im Film Karate Kid trainiert. Sein Vater Kasbek Kudsajew ist ein bekannter Chirurg, Leiter des Zentrums für Orthopädie und ästhetische Chirurgie in Nordossetien. Im Alter von sieben Jahren fiel Asamat Kudsajew unter eine Straßenbahn und wurde schwer verletzt; sein Vater operierte ihn. Wie sein Vater absolvierte Asamat ein Medizinstudium. Während der Schulzeit begann er, amerikanischen Rap zu hören, und fand Gefallen an diesem Genre. Er begann auch, eigene Texte zu schreiben. 2011 nahm er seinen ersten Track auf und gab 2015 sein erstes Solokonzert.
Am 8. Mai 2016 veröffentlichte er zusammen mit Endspiel ihr erstes gemeinsames Album „Hajime Pt. 1“. Kurz darauf am 20. September 2016 folgte der nächste Teil „Hajime Pt. 2“. 2017 erschien ein gemeinsames Album mit Endspiel unter dem Titel Umschakalaka (умшакалака), das in Zusammenarbeit mit dem Sänger Amigo entstand.
MiyaGi hat einen älteren Bruder und wohnt mit Ilona Tuskajewa in Sankt Petersburg. 2017 starb sein anderthalbjähriger Sohn nach einem Sturz aus dem Fenster im neunten Stockwerk.

### Endspiel
Soslan Burnazew wurde am 2. Oktober 1995 in Wladikawkas geboren. In seiner Jugend spielte er Fußball für die Jugendmannschaft Wladikawkas und hatte den Traum Profifußballer zu werden. Er machte eine Ausbildung als Techniker. Im Alter von 16 Jahren fing er an zu rappen. Sein Pseudonym "Endspiel" hat er aus dem Film "Operation: Endgame". 2014 veröffentlichte er sein Debütalbum "Накипь", und ein Jahr später veröffentlichte er das zweite Album "Тютелька в тютельку". Im März 2018, nach einer Pause von einem halben Jahr, wurde die Single "It's My Life" in Kooperation mit TumaniYO veröffentlicht. Endspiel hat sein Pseudonym in "Andy Panda" geändert, um auch international bekannter werden zu können. Das erste Lied, das er als Andy Panda veröffentlichte, war "Intro", es folgten weitere Singles wie "Коконъ" im August und "Брат передал" im Dezember 2018.

## Karriere
Zunächst machten MiyaGi und Endspiel getrennt Musik. 2015 arbeiteten sie zum ersten Mal zusammen, als sie den Song Sanawabitsch (Санавабич) und das dazugehörige Musikvideo herausbrachten. Im gleichen Jahr brachten sie in Kooperation mit dem Musiker Allj das Lied "Musyka" (Музыка) und mit dem Duo Kaspiski grus Release (Релизы) heraus.
Am 8. Mai 2016 veröffentlichten MiyaGi und Endspiel ihr erstes gemeinsames Album „Hajime Pt. 1“. Kurz darauf am 20. September 2016 folgte der nächste Teil „Hajime Pt.2“, welches sehr viele Kooperationen mit anderen Musikern enthielt. Im gleichen Jahr brachten sie außerdem noch fünf Singles heraus: "Für die Idee" (За Идею), "Zum letzten Mal" (В последний раз), "Kaif" (Кайф), "Nutro" (Нутро) und "#Tamada" (#ТАМАДА).
2017 erschien ein gemeinsames Album unter dem Titel "Umschakalaka" (умшакалака), das in Zusammenarbeit mit dem Sänger Amigo entstand.
Im Jahr 2017 gründeten die beiden ihr eigenes Musiklabel "hajimerecords" in das sie 2018 TumaniYo als allerersten Künstler, abgesehen von ihnen selbst, aufnahmen.
Nach dem Tod von Asamats Sohn wurden Konzerte und die kreative Arbeit des Duos für unbestimmte Zeit eingestellt. Am 9. Juni 2018 berichtete das Duo nach einer neunmonatigen Pause zum ersten Mal über seine Rückkehr in einem Interview für die Flow.
Am 20. Juli brachte das Duo sein viertes Album und den letzten Teil der Hajime-Trilogie "Hajime Pt. 3" heraus. In dem Album enthalten sind unter anderem Songs mit TumaniYo und KADI, die seit 2018 Teil von Miyagi und Endspiels Plattenlabel "hajimerecords" sind, wie auch mit Rem Digga. Erste Eindrücke in das neue Album gab das Duo bereits einige Wochen zuvor bei einer Liveshow der französischen Sendung "planète rap" des Webradios "Skyrock".
Die Alben Hajime Part 1 und Hajime Part 2 sowie die Single "I Got Love" erreichten Multi-Platin-Status. Beide Platten erhielten den vierfachen Platin-Status (mehr als 80.000 verkaufte Exemplare). Der Verkauf der Single "I Got Love" überstieg 600.000 Exemplare, was drei Platin-Platten entspricht.
Am 14. August wurde der 25-minütige Dokumentarfilm Charisma veröffentlicht. Etwas später erschien der Soundtrack "Hustle" zum Film und ein gemeinsamer Track mit TumaniYo "Dance Up".
Ende des Jahres 2018 wurden in ihrem Label Hajimerecords noch die Singles "Sorry – MiyaGi", "Rainy Day – TumaniYo feat. HLOY", "Родная Пой – MiyaGi feat. KADI", "Untouchable – Эндшпиль feat. Рем Дигга", "Never Give Up Love – Moeazy feat. KADI", "Брат передал – Andy Panda" und "Colors – KADI feat. MiyaGI" veröffentlicht, teilweise mit Musikvideos.
Am 12. Januar 2024 veröffentlichen MiyaGi und Endspiel das fünfte Studio-Album „Narrative“.

## Diskografie

### Alben
- 2016: Hajime Pt. 1
- 2016: Hajime Pt. 2
- 2018: Hajime Pt. 3
- 2020: Yamakasi (als MiyaGi & Andy Panda)
- 2022: Hattori
- 2024: Narrative

### EPs
- 2024: Euphoria

### Kollaborationen
- 2017: умшакалака (Umschakalaka) feat. Amigo

### Soloalben (MiyaGi)
- 2019: Buster Keaton

### Soloalben (Endspiel / Andy Panda)
- 2018: Бездельники (mit SH Kera)
- 2019: King Kong
- 2023: Old Days

### Singles (Auswahl)
| - 2015: Вавилон (Babylon) (feat. Medecine) - 2015: Музыка (Musyka) (feat. Allj (Элджей)) - 2015: Санавабич - 2016: Половина Моя - 2016: Бэйба Судьба - 2016: Самая - 2016: I Got Love (feat. Rem Digga) - 2016: Рапапам (mit 9 Грамм) - 2016: Люби меня (feat. Sимптом) - 2016: бошка (feat. Bazuka) - 2017: When I Win - 2017: Именно та (feat. Nerak) - 2017: DLBM (feat. Nerak) - 2017: No Reason (feat. Truwer) - 2017: Sunshine - 2017: #Тамада (#Tamada) (feat. al l bo & Wooshendoo) - 2018: Dance Up (feat. TumaniYO) - 2018: In Love (feat. Kadi) - 2018: Untouchable (feat. Rem Digga) - 2018: Fire Man - 2018: Фея - 2018: Listen To Your Heart | - 2018: Колизей - 2019: Freeman (als MiyaGi & Andy Panda) - 2019: Force (als MiyaGi & Andy Panda; feat. TumaniYO) - 2020: Minor (als MiyaGi & Andy Panda) - 2020: Там Ревели Горы (als MiyaGi & Andy Panda) - 2020: Yamakasi (als MiyaGi & Andy Panda) - 2020: Atlant (als MiyaGi & Andy Panda) - 2020: Tantra (als MiyaGi & Andy Panda) - 2020: Психопатия (als MiyaGi & Andy Panda) - 2020: Kosandra (als MiyaGi & Andy Panda) - 2020: Utopia (als MiyaGi & Andy Panda) - 2020: Мало нам (als MiyaGi & Andy Panda) - 2020: Brooklyn (als MiyaGi & Andy Panda; feat. TumaniYO) - 2020: Не жалея (als MiyaGi & Andy Panda) - 2020: All the Time (als MiyaGi & Andy Panda) - 2021: Патрон (als MiyaGi & Andy Panda) - 2021: Оттепель (als MiyaGi & Andy Panda; feat. TumaniYO) - 2021: Marmalade (als MiyaGi & Andy Panda; feat. Mav-d) - 2021: Where Are You (als MiyaGi & Andy Panda; mit Ollane) - 2022: Буревестник (als MiyaGi & Andy Panda) - 2023: По полям (By fields) - 2023: Bounty |

### Solo-Singles (MiyaGi)
| - 2018: Сонная лощина - 2018: Captain - 2018: Sorry - 2018: Родная пой (mit Kadi) - 2019: Bismarck (mit TumaniYO & Kadi) - 2019: Marlboro - 2019: Самурай - 2019: Говори Мне (mit Andy Panda) - 2019: Корабли - 2019: Ночи В Одного - 2019: Angel - 2020: Texture - 2020: Touch the Sky (mit Ollane) - 2020: Не Жаль (mit 104 & Skryptonite) | - 2015: Джанго - 2017: Малиновый рассвет - 2018: It's My Life (mit TumaniYO) - 2019: Endorphin (mit MiyaGi) - 2019: Orange Sunset - 2019: Billboard (mit MiyaGi, TumaniYO, 104 & Skryptonite) - 2019: Track 03 (mit Husky & maslo chernogo tmina) - 2020: Привычка (mit 104 & Skryptonite) - 2022: Приятная (mit Ollane) |

### Musikvideos
- 2014: Бонни
- 2014: Колибри
- 2015: Санавабич
- 2015: Дом
- 2016: Hajime
- 2016: Бошка
- 2016: Двигайся
- 2016: I Got Love (feat. Rem Digga)
- 2017: Райзап (feat. Amigo)
- 2018: Captain
- 2018: Hustle
- 2018: Я хочу любить
- 2018: Колизей
- 2018: Listen to Your Heart
- 2018: Брат передал
- 2019: My Babylon
- 2020: Samurai

## Film
- 2018: Charisma (Dokumentarfilm)